# Theroscopus pedicellatus
Theroscopus pedicellatus är en stekelart som beskrevs av Horstmann 1998. Theroscopus pedicellatus ingår i släktet Theroscopus och familjen brokparasitsteklar. Arten är reproducerande i Sverige. Inga underarter finns listade i Catalogue of Life.